# Lligand de pont

Exemple d'un lligand de pont μ²

Un lligand de pont és un lligand que connecta dos o més àtoms, normalment ions metàl·lics. El lligand pot ser atòmic o poliatòmic. Virtualment, tots els compostos orgànics complexos poden servir de lligands de pont, de tal manera que el terme se sol restringir a petits lligands tals com pseudohalurs o lligands que estan designats específicament per enllaçar dos metalls.
Quan s'anomena un complex en el qual un sol àtom fa de pont entre dos metalls, el lligand de pont va precedir del caràcter grec mu, μ, amb un número en superíndex que denota el nombre de metalls lligats al lligand de pont. μ² se sol denotar simplement per μ.

## Lligands de pont il·lustratius
Virtualment tots els lligands se sap que fan un pont, amb l'excepció de les amines i l'amoníac. Alguns lligands de pont inorgànics particularment comuns són els següents:
- OH−,
- O2−,
- S2−,
- SH−,
- NH₂−
- NH2−
- N3−
- CO
- Halurs
- Hidrurs
- Cianurs

Molts lligands orgànics formen forts ponts entre centres metàl·lics. Molts exemples comuns deriven dels lligands inorgànics anteriors (R = alquil, aril):
- OR−,
- SR−,
- NR₂−
- NR2−
- P3−
- PR₂−
- PR2−